# Morski krokodil
Morski krokodil (Crocodylus porosus) je najveća živuća vrsta krokodila i gmazova. Živi u odgovarajućoj okolini širom jugoistočne Azije i Sjevernog teritorija u Australiji, zbog čega ga se često naziva još i indopacifičkim odnosno estuarijskim krokodilom.

## Izgled
Prosječan odrasli mužjak morskog krokodila je od 4,8 do 5 metara dugačak a može narasti i do 6 metara i teži otprilike oko 1000 kilograma. Ženke su mnogo manje od mužjaka, a dugačke su od 2,1 do 3 metra. Za razliku od ostalih krokodila čija su tijela vitkije linije, morski ima širu građu tijela, kao manje rožnatih ploča na vratu. Ovo dovodi do teorije da je ovaj krokodil zapravo aligator. Najveći izmjeren primjerak je ubijen 1978. godine na Sumatri - bio je 8,6 metara dugačak i težio 1352 kilograma. Najduži izmjeren primjerak, od njuške do repa, je bila zapravo koža uginulog morskog krokodila duljine 6,2 metara. S obzirom na to da koža ima osobinu da se neznatno skupi nakon odvajanja od ostatka tijela, procjenjuje se da je prava dužina ovog primjerka iznosila 6,3 metara, kao i to da je težio 1 200 kilograma.
Guinnessova knjiga rekorda je prihvatila tvrdnju da 7 metara dugačak morski krokodil živi u Indiji, iako točna mjerenja nisu provedena.
Očekivan životni vijek morskih krokodila iznosi približno 70 godina.

## Rasprostranjenost
Širom svog staništa, kao na primjer u Tajlandu, Kambodži i u Vijetnamu, broj morskih krokodila je ozbiljno smanjen i ova vrsta je tamo veoma rijetka i njeno stanje dovedeno je čak do nestanka u tim zemljama. Raštrkane populacije obitavaju u Indoneziji i Maleziji, dok u nekim regijama, na primjer na Borneu, žive velike populacije. Prosječan broj krokodila u južnom Pacifiku, kao npr. oko Solomonskih Otoka je jako mali, i populaciji na Vanuatuu uskoro prijeti izumiranje.
Morski krokodili su nekada živjeli na široko na zapadu sve do od istočnih obala Afrike i Sejšela. Tada se smatralo da su to populacije nilskih krokodila, ali se kasnije dokazalo suprotno.

## Stanište
Morski krokodili uglavnom naseljavaju tropske, vlažne regije oko slatkovodnih močvara i rijeka, gdje se sele ponekad sve do mora. Žestoko brane svoj teritorij, a dominantni mužjaci zauzimaju najpodesnije dijelove riječnih zaljeva, potoka i mora. Zbog ovoga, mlađi krokodili su natjerani na povlačenje u manje prikladne rijeke i često oceane. Ovo objašnjava teoriju o njihovom širokom području rasprostranjenja (od zapadnih obala Indije do sjeverne Australije). Morski krokodili plivaju brzinom od 24 do 28 kilometara na sat ako su u pitanju kratke razdaljine, ali kada krstare vodom, plivaju brzinom od tek 3 do 5 km/h.

## Prehrana i lov
Morski krokodili imaju moćne čeljusti koje služe za ubijanje plijena. Ovi ogromni gmazovi su vrhunski grabežljivci sposobni ubiti plijen veličine odraslog vodenog bivola, bilo na vodi ili na kopnu. Bilo je i slučajeva kada su napadali ljude. Mladunci su, pak, ograničeni na sitan plijen, poput kukaca, vodozemaca, rakova i riba. Odrasli krokodili se hrane majmunima, divljim svinjama, dingozima, većim gušterima, domaćom stokom, pticama, morskim psima i ljudima. Tijekom dana su pospani, ne kreću se mnogo, jer najčešće love noću. Veoma su pokretni u vodi, odakle prave dinamične i burne pokrete kada je u pitanju lov, dok su i na kopnu vrlo okretni i brzi.
Plijen love iz zasjede. Obično čeka da mu se životinja dovoljno približi prije nego što eksplozivno napadnu, bez ikakvog upozorenja. Koriste svoju ogromnu snagu kako bi odvukli žrtvu do vode. Većinu plijena ubije sam stisak moćnih čeljusti, iako neki budu nenamjerno udavljeni. Pritisak koje stvaraju čeljusti ovih krokodila je dovoljan da smrska lubanju odraslog vodenog bivola.

## Način života
Mladi morski krokodili hrane se kukcima i malenim vodozemcima. Kako rastu, nastavljaju se hraniti ribama i kornjačama, ali i sisavcima i svim vrstama ptica. Postoje izvještaji da ova vrsta može živjeti i do jedne godine bez hrane opskrbljujući se za to vrijeme energijom iz rezerve masti pohranjene u repu. Ovo, kao i izdržljivost u prelaženju velikih udaljenosti u oceanu, je moguće zbog njihove ekstremne sposobnosti reguliranja metabolizma. Dok sisavci koriste do 80% energije dobivene iz hrane na održavanje stalne tjelesne temperature, krokodilima je za to dovoljno samo oko 10%. Uz to, morski krokodili mogu usporiti otkucaje srca na samo dva u tri minute. To im omogućuje da se pod vodom mogu zadržati i do jednog sata.
Za razmnožavanje, koje je u vlažnom dijelu godine, grade "gnijezda" od biljnog materijala iznad najviše razine vode uz koju je građeno. Ovakva gnijezda u zatočeništvu imaju 60 do 80 jaja. Opažanja pokazuju, da ženke brinu o gnijezdu i do tri mjeseca, dok nakon valjenja mladih, ostaju uz njih oko 8 tjedana, što podiže vjerojatnost preživljavanja mladih na izuzetno visok postotak od gotovo 70%.

## Drugi projekti
|  | Zajednički poslužitelj ima stranicu o temi Morski krokodil |
|  | Wikivrste imaju podatke o taksonu Morskom krokodilu        |